# Музикферайн
С Вийнер Музѝкферайн (на немски: Wiener Musikverein – Виенско музикално сдружение) се означават:
- известната концертна зала във Виена, Австрия и
- съкратено за Обществото на любителите на музиката (Gesellschaft der Musikfreunde), което притежава сградата.